# Fabián Quintiero
Fabián Quintiero (Buenos Aires, 22 de enero de 1966) es un músico de rock, empresario, arquitecto, maestro mayor de obras y cocinero. Es conocido también con el agregado de su apodo «Von», ocurrencia de Miguel Zavaleta del grupo Suéter, como Fabián Vön Quintiero, y también como el Zorro o el Zorrito (ocurrencia del músico Daniel Melingo).
Fue integrante de Suéter entre 1984 y 1985, y tecladista de Soda Stereo entre 1985 y 1987. Integrante de la banda de Charly García entre 1987 y 1995, también integró el grupo Los Ratones Paranoicos entre 1997 y 2007. Desde 2009 forma parte de la nueva banda soporte de Charly García, estando a cargo de los teclados y programación.

## Biografía
Es un músico de rock. Comenzó su carrera artística como tecladista invitado en la agrupación Suéter. Tras alejarse de Suéter en 1985, fue invitado a actuar como tecladista de Soda Stereo, tocando durante dos años (1985-1987) con la banda.
Entre 1987 y 1995 integró como tecladista la banda de soporte de Charly García. Entre 1997 y 2007 integró la banda Los Ratones Paranoicos, junto a Juanse, Pablo «Sarcófago» Cano, Rubén «Roy» Quiroga, en reemplazo del bajista original, Pablo Memi.
Entre 1996 y 1997 condujo Gustok, un programa musical por MTV en el que invitaba a músicos a cocinar.
En 2006 animó por MTV el programa El After, de presentación y comentarios de videoclips históricos.
En 2007 condujo su propio programa KSK Radio 101.9 de Buenos Aires.
En el año 2015 comenzó a participar del programa de televisión "NET, nunca es tarde" de la cadena Fox Sports. Se trata de un late show conducido por Germán Paoloski en el que participan personalidades de Argentina y Latinoamérica.
En el 2020 vuelve a escenarios, participando en teclados de la gira Gracias Totales - Soda Stereo.
Desde setiembre del 2021 hasta mediados del 2022 participó en el Lateshow "No es tan tarde" otra vez como banda en una versión del programa de 2015, también con Germán Paoloski, al aire por Telefe a la medianoche.
Fundó e integra una banda llamada "Los Gustocks" la cual toca temas covers de otros grupos, sean nacionales o internacionales. Se presentan en vivo a nivel nacional e internacional, generalmente en compañía de otros amigos y colegas músicos argentinos y extranjeros.

## Discografía

### ConDivina Gloria
- Desnudita es mejor, (1985)

### ConComida China
- Laberinto de Pasiones, (1985)

### ConLos Violadores
- Fuera de Sektor, (1986), Teclados y secuencers.
- En vivo y Ruidoso I, (1990) (Estadio Obras)

### ConSuéter
- 20 caras bonitas, (1985) (coautor de las canciones «Vía México» e «Impulsado siempre a vos»)

### ConSoda Stereo
- Nada Personal, Soda Stereo (1985)
- Signos, Soda Stereo (1986)
- Gira Sueño Stereo, (1995)
- El Último Concierto, Soda Stereo (1997)

### ConCharly García
- Cómo conseguir chicas, (1989)
- Filosofía barata y zapatos de goma, (1990)
- La hija de la lágrima, (1994)
- Hello! MTV Unplugged, (1995)
- Estaba en llamas cuando me acosté, Casandra Lange, (1995)
- Estadio Vélez 23.10.2009: El Concierto Subacuático, (2009)

### ConPappo
- Caso Cerrado, (1995)

### Con LosRatones Paranoicos
- Electroshock, (1999)
- Vivo Paranoico, (2000)
- X16, (2000)
- Para siempre Diego, (2001)
- Los chicos quieren más, (2001)
- Luna Paranoico, (2002)
- Enigma, (2003)
- Girando, (2004) (en este álbum, Quintiero compuso letra y música del tema No hay)
- Inyectado de Rock & Roll, (2006)

### ConAndrés Calamaro
- Vida cruel, (1985)
- Por mirarte, (1988)
- Honestidad brutal, (1999)

### ConCeleste Carballo
- Celesteacusticados!, (2004)

### ConCatupecu Machu
- Preludio al filo en el umbral (Tema del disco El Número Imperfecto, 2004)

### ConPappoyJuanse
- Juanito y el Carposaurio, Teclados y bajo. (Grabado en 1992; publicado en abril de 2021)

## Colaboraciones
- Ray Milland Band (1985-1986)

Fue un supergrupo de rock argentino, formado en el año 1985 e integrado por músicos de primer nivel como: Daniel Melingo, Andrés Calamaro, Miguel Zavaleta, Pipo Cipolatti, Camilo Iezzi en las voces y Charly García, Gustavo Donés, Pedro Aznar, Gringui Herrera y Pablo Guadalupe como la banda de acompañamiento. También la integraban invitados como el bajista y tecladista Fabián Vön Quintiero y la cantante Hilda Lizarazu.
- Virus (1990) Presentaciones en vivo:

• “Chateau Rock” 22/09/1990 - Anteúltima presentación antes de la primera separación del grupo. Estadio Chateau Carreras de Córdoba.

• “Derby Rock Festival” 29/09/1990 - Virus como banda de soporte a David Bowie. Despedida y última presentación del grupo. Estadio River Plate.
- Hair (1992/1994) - Grupo de versiones, conformado por: Fabián Quintiero, Gringui Herrera, Fernando Lupano, Miguel Zavaleta, Tito Losavio, Hilda Lizarazu, Fabiana Cantilo y Fernando Samalea.